# Notodden

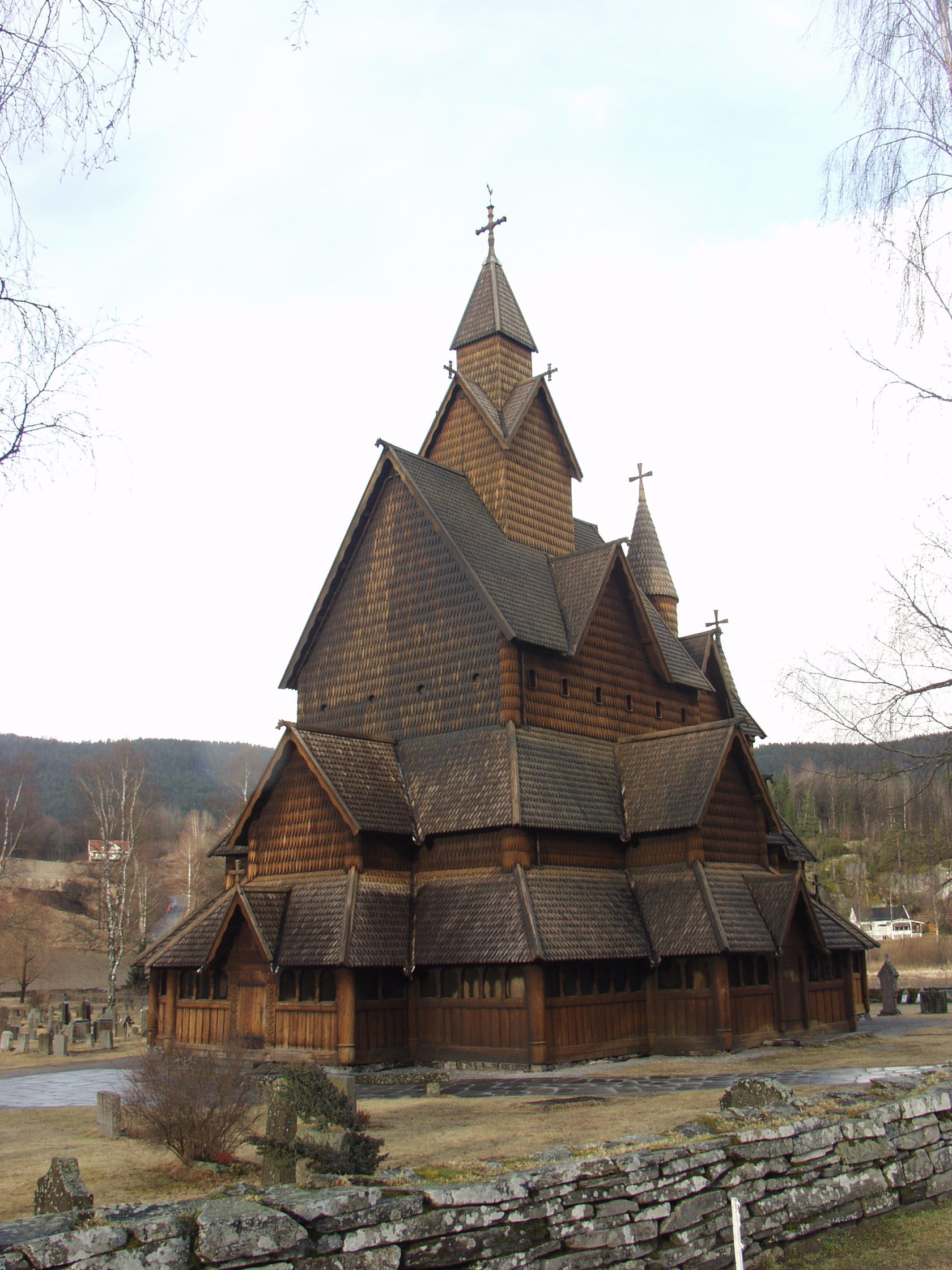
La chiesa in legno di Heddal, nei pressi di Notodden

Notodden è un comune e una città della contea di Telemark in Norvegia. 
Il comune è stato costituito nel 1913 quando venne separata dal comune di Heddal al quale è stata poi riunita nel 1964. Nel 2020 è stato unito al comune parte del territorio intorno al centro abitato di Hjuksebø scorporandolo dal comune di Sauherad.
I centri abitati principali sono le cittadine di Notodden (9 055 abitanti nel 2020) e Yli (con 274 abitanti). 

## Geografia fisica
Il territorio comunale è ricoperto da boschi e non supera i 700 m s.l.m., è attraversato dal fiume Tinnelva che ha diversi affluenti e sfocia nel lago Heddalsvatnet, anche il fiume Heddøla termina il suo percorso nel lago dopo aver attraversato un'ampia valle nella quale si trovano diversi piccoli insediamenti.
È conosciuta per la Stavkirke di Heddal, la più grande Stavkirke norvegese risalente al XIII secolo situata circa 5 km ad est del centro cittadino. Notodden ha inoltre ospitato la prima centrale idroelettrica della multinazionale norvegese Norsk Hydro.

## Storia

### Simboli
Lo stemma del comune di Notodenn è stato concesso con il decreto reale dell'11 agosto 1939.
Gli elementi nello scudo ricordano che la città si è sviluppata grazie alla produzione di energia idroelettrica: Tinnfoss e le altre cascate del fiume Tinnelva, simboleggiate dal palo ondato, hanno fornito la base per l'attività industriale della compagnia Norsk Hydro dal 1907.

## Amministrazione

### Gemellaggi
- Clarksdale
- Suwałki

- Nyköping (fino al 2008)
- Iisalmi (fino al 2008)
- Stelle (fino al 2008)